# Best of Burning Spear
A Best Of Burning Spear egy 1996-os válogatáslemez  Burning Spear jamaicai reggae-zenész legjobb dalaiból.

## Számok
1. "Don't Sell Out"
2. "Old Marcus Garvey" (live)
3. "African Postman" (live)
4. "Mek We Dweet" (live)
5. "Woman I Love You"
6. "Mistress Music"
7. "The World Should Know"
8. "Christopher Columbus"
9. "Not Stupid"
10. "Freedom"
11. "Identity"
12. "Mi Gi Dem" (I Give Them)
13. "Travelling"
14. "Spear Burning" (live)
15. "Pieces"
16. "Legal Hustlers"